# Naarda albopunctalis
Naarda albopunctalis är en fjärilsart som beskrevs av Rothschild 1916. Naarda albopunctalis ingår i släktet Naarda och familjen nattflyn. Inga underarter finns listade i Catalogue of Life.